# Елизаветка (река)
Елизаветка (также Парнева, Прочева, Порчева) — река в России, протекает в Краснодарский край. Устье реки находится по левому берегу реки Пшиш, в 234 км от его устья.
Длина — 16 км. Площадь водосборного бассейна — 59 км².
Истоки реки находятся на северном склоне хребта Калачи. В верховьях течёт преимущественно на северо-восток, затем на поворачивает на юго-восток и принимает справа реку Прочева. В селе Шаумян принимает правый приток, реку Парнева, и вскоре после этого впадает в Пшиш по левому берегу.

## Данные водного реестра
По данным государственного водного реестра России относится к Кубанскому бассейновому округу. Речной бассейн реки — Кубань.
Коды объекта в государственном водном реестре — 06020001212108100005140 (под названием Парнева) и 06020001312199000000060 (под названием Елизаветка).